# Miguel Heidemann
Pour les articles homonymes, voir Heidemann.
Miguel Heidemann, né le 27 janvier 1998 à Trèves, est un coureur cycliste allemand.

## Biographie
Heidemann a comme prénom Miguel en hommage à Miguel Indurain. Dans sa jeunesse, il pratique initialement le VTT avant de passer au cyclisme sur route.
En juin 2019, il devient champion d'Allemagne du contre-la-montre espoirs à Spremberg.
À la fin du mois d'août 2020, il est sélectionné en équipe nationale pour participer à l'épreuve de relais mixte des championnats d'Europe de cyclisme sur route organisés à Plouay dans le Morbihan et remporte la médaille d'or de cette course.
En août, il s'engage avec B&B Hotels-KTM pour les saisons 2022 et 2023.

## Palmarès et résultats

### Palmarès par année
- 2018
  -  Champion d'Allemagne du contre-la-montre par équipes
- 2019
  -  Champion d'Allemagne du contre-la-montre espoirs
  -  Champion d'Allemagne du contre-la-montre par équipes
- 2020
  -  Champion d'Europe du relais mixte contre-la-montre
  -  Champion d'Allemagne du contre-la-montre espoirs
  - Blausteiner Rundstreckenrennen
- 2021
  - 2e du championnat d'Allemagne du contre-la-montre
  -  Médaillé d'argent du championnat d'Europe du relais mixte contre-la-montre
- 2023
  - Rund um Merken
  - 2e du championnat d'Allemagne du contre-la-montre
  -  Médaillé de bronze du championnat du monde du contre-la-montre par équipes en relais mixte
  -  Médaillé de bronze du championnat d'Europe du contre-la-montre par équipes en relais mixte
- 2024
  -  Médaillé d'argent du championnat du monde du contre-la-montre par équipes en relais mixte
  - 2e du Sharjah Tour
  - 3e du championnat d'Allemagne du contre-la-montre
- 2025
  - Trofeu Marabans
  - 2e du championnat d'Allemagne du contre-la-montre

### Classements mondiaux
| Année                                 | 2019  | 2020 | 2021 | 2022 | 2023 | 2024 |
| ------------------------------------- | ----- | ---- | ---- | ---- | ---- | ---- |
| Classement mondial                    | 1602e | 736e | 724e | 651e | 512e | 442e |
| UCI Europe Tour                       | 1065e | 590e | 569e | 501e | nc   | nc   |
|                                       |       |      |      |      |      |      |
| Légende : nc = non classéSource : UCI |       |      |      |      |      |      |